# Station Barcelona La Sagrera - Meridiana
Station Barcelona La Sagrera - Meridiana is een spoorwegstation in wijk Sant Andreu van de Spaanse stad Barcelona, voornamelijk bestemd voor voorstadtreinen (Rodalies). Het station is geopend in februari 2011 en maakt deel uit van een project dat van Sagrera het belangrijkste openbaar vervoerknooppunt van de stad moet maken. Bij het station bevindt zich het metrostation 'La Sagrera' en wordt gewerkt aan een station voor hogesnelheidstreinen, 'La Sagrera - TAV', waarvan in 2021 werd verwacht dat het in 2023 zou geopend worden, maar in 2024 geen opleverdatum meer gecommuniceerd wordt.
Het spoorwegstation Barcelona La Sagrera - Meridiana wordt van bij opening bediend door lijn 3 en lijn 4 van de Rodalies.